# Изворска река
Изворска река (или Селска река) е река в Югоизточна България, област Бургас — общини Созопол и Бургас, вливаща се в Мандренското езеро. Дължината ѝ е 35 км.
Изворска река извира под името Селска река от рида Босна (северната част на Странджа) на 338 м н.в., на 3,5 км югозападно от село Индже войвода, Община Созопол. Тече в посока север-североизток и север в дълбока долина. За разлика от повечето странджански реки долината ѝ е сравнително слабо залесена. В района на село Крушевец долината ѝ се разширява, след което отново навлиза в дълбока, на места каньоновидна долина. След село Извор долината ѝ става широка, а в най-долното ѝ течение коритото ѝ е коригирано с водозащитни диги. Влива се в югоизточния залив на Мандренското езеро на 1,8 км югозападно от село Твърдица.
Площта на водосборния басейн на Изворска река е 109 км2.
Основни притоци:
→ ляв приток, ← десен проток
- ← Юртенска река
- ← Козарска река
- → Небитски дол
- → Каялъдере (Казълджийка)

Пълноводието на реката е през февруари-март, а лятно-есенните месеци от август до октомври са маловодни.
По течението на реката в Община Созопол са разположени 3 села: Индже войвода, Крушевец и Извор
В най-долното течение водите на реката макар и малко се използват за напояване

## Топографска карта
- Лист от карта K-35-55. Мащаб: 1 : 100 000.
- Лист от карта K-35-67. Мащаб: 1 : 100 000.